# Edifício Francisco Serrador
O Edifício Francisco Serrador é uma construção art déco localizada no Centro do Rio de Janeiro, próximo à Cinelândia, que abrigará a sede da Câmara Municipal do Rio de Janeiro. Considerado um arranha-céu, foi um ícone da região central e da Cinelândia e está localizado na Rua do Passeio, em frente à Praça Mahatma Gandhi.

## História
O Hotel Serrador foi inaugurado, em outubro de 1944, três anos após a morte do seu idealizador, Francisco Serrador e foi considerado, na época, o maior da América Latina. Os anos 1960 foram de glória para o hotel, que hospedou políticos e atraiu celebridades para a sua boate "Night and Day", no primeiro andar — nome inspirado na canção de Cole Porter.
Na década de 1970, em função do abandono e da desvalorização da área, a boate e o hotel fecharam e o prédio foi vendido, pelo filho de Francisco Serrador, para a Fundação Petrobras de Seguridade Social (Petros), que manteve a estrutura da "Night and Day" sem modificações por anos.
Em 2003, a Petros vendeu o imóvel para o espanhol José Oreiro Campos, o "Pepe", dono de bingos e hotéis no Rio de Janeiro, por cerca de 23 milhões de reais. Houve a possibilidade de compra do edifício pela Eletrobras para sua nova sede no Rio de Janeiro, mas o negócio não se concretizou.
Em 2009, foi comprado pela Rede de Hotéis Windsor, que lançou "offices" nos antigos quartos do hotel, mas o empresário Eike Batista resolveu arrendar todo o prédio — o prédio nunca foi de sua propriedade — para centralizar as suas empresas e fixar na cobertura o seu escritório pessoal. O valor do negócio foi estima em cerca de dois milhões de reais mensais. O empresário tentou comprar o prédio por 400 milhões de reais, mas a Rede Windsor não aceitou a proposta. Com a falência do Grupo EBX, o edifício permaneceu vazio por alguns anos.
Com a crise econômica que se abateu sobre a Windsor, o prédio acabou sendo vendido, em 2020, para o Grupo Sued, argentino — intermediada por um braço do Grupo Santander — por, segundo estimativas, 130 milhões de reais.
Em dezembro de 2022, a Câmara Municipal do Rio de Janeiro comprou o edifício por 149,6 milhões de reais para ser a sua nova sede. O objetivo é abrigar o plenário, os gabinetes dos vereadores e os setores administrativos — espalhados por cinco imóveis alugados.

## Tombamento
Em 5 de fevereiro de 2015, a Prefeitura do Rio de Janeiro, através do Instituto Rio Patrimônio da Humanidade (IRPH), tombou a cobertura, os elementos arquitetônicos e decorativos originais da tipologia da fachada do edifício. O decreto de proteção recebeu parecer favorável do Conselho Municipal de Proteção do Patrimônio Cultural do Rio de Janeiro.
| “                                                                       | O edifício Serrador é um ícone da região central e da Cinelândia. Ele se confunde com a paisagem urbana. Esta proteção também é uma homenagem ao Francisco Serrador, um grande empreendedor que ajudou a desenvolver a Cinelândia. | ” |
| — Washington Fajardo, presidente do IRPH, sobre o tombamento do imóvel, | |   |